# Чаа-Хольський кожуун
Чаа-Хольський кожуун (тив.: Чаа-Хөл кожуун кожуун) — район республіки Тива Російської Федерації. Центр — село Чаа-Холь.

## Адміністративний поділ
Територія Чаа-Хольського кожууна займає площу 290310 га. Район створений у 1992 році. У своєму складі має 4 сумона:
- Чаа-Холь
- Шанци
- Ак-Туруг
- Кизил-Даг

## Демографія
Населення станом на 1 січня 2015 року 6087 чоловік. Мешканці кожууна були переселені із зони затоплення Саяно-Шушенського водосховища на правий берег річки Чаа-Холь.

## Розташування
Районний центр — селище Чаа-Холь розташований у центрально-східній частини Чаа-Хольського району. Зі столицею республіки пов'язує асфальтована дорога довжиною 189 км. Відстань до найближчої залізничної станції міста Абакан — 590 км.
З півночі район межує з Красноярським краєм, зі східної — Улуг-Хемським кожууном, з південної — Дзун-Хемчицьким, на північному заході з Сут-Хольським кожуунами.

## Гідрографія
Особливістю Чаа-Хольського кожууна є своєрідна гідрографічна сітка, яка включає Саяно-Шушенське водосховище, річки Кожай, Чаа-Холь, Хемчик, Бай-Булун, Улуг-Кара-Суг, Бидилиг, Чинге, Орта-Хем, Куйлуг-Хем.

## Рельєф та ґрунти
Рельєф переважно середньо та низькогірський. Широкі міжгірські долини є основними землями, які використовуються для зрошуваного землеробства, вирощуються злакові та овочеві культури. Переважають ґрунти каштанового типу — 29,6%, чорнозем — 7%.

## Клімат
Клімат різкоконтинентальний. Холодна тривала зима та спекотне коротке літо. Період із середньодобовою температурою понад 0 градусів починається у квітні і триває до жовтня. Період із середньодобовою температурою понад 10 градусів складає 125 днів. За природно-сільськогосподарським районуванням територія кожууна відноситься до сухо степової та степової зон.

## Корисні копалини
Із розвіданих родовищ використовується родовище виробного каміння. Ариг-Узю, вапняку у місті Кара-Суг. Також планується видубуток глини для виробництва цегли. Ресурси мінеральних вод освоюються населенням стихійно з лікувальною метою. Це мінеральні джерела Уур-Сайир та Кара-Суг.